# Kościół Nawiedzenia Najświętszej Maryi Panny w Seroczynie
Kościół Nawiedzenia Najświętszej Maryi Panny – rzymskokatolicki kościół parafialny należący do dekanatu Domanice diecezji siedleckiej.
Obecna murowana świątynia została wzniesiona w latach 1909–1913 dzięki staraniom proboszcza księdza Michała dziedzica Seroczyna Edmunda Wernera i parafian. Zbudowana została według projektu siedleckiego architekta inżyniera Z. Zdańskiego. Budowla nie była poddawana zmianom i przebudowom. Świątynia nie jest orientowana, czyli zwrócona jest prezbiterium ku zachodowi. Nawa została wzniesiona na planie centralnym, zbliżonym do ośmiokąta, prezbiterium jest prostokątne zamknięte trójbocznie, po jego obu stronach znajdują się zakrystie (zakrystia północna jest dwukondygnacyjna); od wschodu znajduje się czworokątna wieża z kruchtą i dwoma pomieszczeniami bocznymi w przyziemiu. Świątynia została zbudowana ze starannie wypalonej cegły ceramicznej, z użyciem kształtek ceglanych o urozmaiconych wykrojach. Podmurówka - cokół została wzniesiona z precyzyjnie opracowanych ciosów piaskowca. Nawa nakryta jest sklepieniem gwiaździstym podpartym sześcioma, potężnymi, ośmiokątnymi filarami, kruchta, prezbiterium i zakrystia północna nakryte są sklepieniem krzyżowym; empora nad zakrystią północną i zakrystią południowa nakryte są sklepieniem kryształowym. Ściany wnętrza są otynkowane; przy obramieniach okien i gzymsie wieńczącym pozostawiono surową cegłę. Otwór tęczowy jest profilowany uskokowo i posiada wykrój ostrołukowy. Ściany między prezbiterium, a zakrystiami są przeprute w górnej kondygnacji przeszklonymi tryforiami. Chór organowy obejmuje szerokość kruchty i jest ozdobiony murowaną ażurową balustradą; stolarka drzwiowa pochodzi z początku XX wieku, drzwi klepkowe posiadają mosiężne zamki.